# MFAP3L
MFAP3L (англ. Microfibril associated protein 3 like) – білок, який кодується однойменним геном, розташованим у людей на 4-й хромосомі. Довжина поліпептидного ланцюга білка становить 409 амінокислот, а молекулярна маса — 45 380.
| 10         |  | 20         |  | 30         |  | 40         |  | 50         |
| ---------- |  | ---------- |  | ---------- |  | ---------- |  | ---------- |
| MDRLKSHLTV |  | CFLPSVPFLI |  | LVSTLATAKS |  | VTNSTLNGTN |  | VVLGSVPVII |
| ARTDHIIVKE |  | GNSALINCSV |  | YGIPDPQFKW |  | YNSIGKLLKE |  | EEDEKERGGG |
| KWQMHDSGLL |  | NITKVSFSDR |  | GKYTCVASNI |  | YGTVNNTVTL |  | RVIFTSGDMG |
| VYYMVVCLVA |  | FTIVMVLNIT |  | RLCMMSSHLK |  | KTEKAINEFF |  | RTEGAEKLQK |
| AFEIAKRIPI |  | ITSAKTLELA |  | KVTQFKTMEF |  | ARYIEELARS |  | VPLPPLIMNC |
| RTIMEEIMEV |  | VGLEEQGQNF |  | VRHTPEGQEA |  | ADRDEVYTIP |  | NSLKRSDSPA |
| ADSDASSLHE |  | QPQQIAIKVS |  | VHPQSKKEHA |  | DDQEGGQFEV |  | KDVEETELSA |
| EHSPETAEPS |  | TDVTSTELTS |  | EEPTPVEVPD |  | KVLPPAYLEA |  | TEPAVTHDKN |
| TCIIYESHV  |  |            |  |            |  |            |  |            |

A: Аланін

C: Цистеїн

D: Аспарагінова кислота

E: Глутамінова кислота

F: Фенілаланін

G: Гліцин

H: Гістидин

I: Ізолейцин

K: Лізин

L: Лейцин

M: Метіонін

N: Аспарагін

P: Пролін

Q: Глутамін

R: Аргінін

S: Серин

T: Треонін

V: Валін

W: Триптофан

Кодований геном білок за функцією належить до фосфопротеїнів. 
Задіяний у такому біологічному процесі, як альтернативний сплайсинг. 
Локалізований у клітинній мембрані, цитоплазмі, ядрі, мембрані.